# Вощково
Вощково (пол. Woszczkowo) — село в Польщі, у гміні Мейська Ґурка Равицького повіту Великопольського воєводства.
Населення — 120 осіб (2011).
У 1975-1998 роках село належало до Лешненського воєводства.

## Демографія
Демографічна структура станом на 31 березня 2011 року:
|          | Загалом | Допрацездатний вік | Працездатний вік | Постпрацездатний вік |
| -------- | ------- | ------------------ | ---------------- | -------------------- |
| Чоловіки | 61      | 13                 | 44               | 4                    |
| Жінки    | 59      | 16                 | 31               | 12                   |
| Разом    | 120     | 29                 | 75               | 16                   |